# Laguppställningar under världsmästerskapet i bandy för herrar 2009

## A-gruppen

### Finland
- General manager:  Sören Persson

| Pos. | Nr | Player           |
| ---- | -- | ---------------- |
| MV   | 1  | Pasi Hiekkanen   |
| B    | 2  | Petteri Lampinen |
| B    | 4  | Kimmo Huotelin   |
| MF   | 6  | Timo Arjanko     |
| MF   | 8  | Samuli Niskanen  |
| MF   | 9  | Igor Zolotarev   |
| F    | 11 | Mikko Aarni      |
| MF   | 13 | Mika Mutikainen  |
| F    | 15 | Rasmus Lindqvist |
| F    | 16 | Markus Kumpuoja  |
| MF   | 18 | Mikko Lukkarila  |
| B    | 19 | Antti Ekman      |
| B    | 20 | Juho Liukkonen   |
| B    | 21 | Sami Harjuoja    |
| MF   | 22 | Ville Aaltonen   |
| MV   | 24 | Kimmo Kyllönen   |
| F    | 77 | Sami Laakkonen   |

### Kazakstan
- Headcoach:  Alexandr Ionkin

| Pos. | Nr | Player               |
| ---- | -- | -------------------- |
| MV   | 1  | Alexandr Kossynchuk  |
| B    | 2  | Denis Maximenko      |
| B    | 3  | Mikhail Dobrynin     |
| MF   | 5  | Vladislav Novogilov  |
| MF   | 6  | Andrey Morokov       |
| F    | 7  | Vyacheslav Bronnikov |
| MF   | 8  | Andrey Kovalyov      |
| F    | 10 | Rauan Issaliyev      |
| MF   | 11 | Alexey Zolotaryov    |
| MF   | 12 | Alexey Kurochkin     |
| MF   | 13 | Yuriy Loginov        |
| F    | 14 | Iskander Nugmanov    |
| MF   | 15 | Alexandr Dryagin     |
| F    | 16 | Denis Infalin        |
| MF   | 17 | Alexey Zagarskiy     |
| MF   | 18 | Leonid Bedarev       |
| B    | 19 | Andrey Veselov       |
| MV   | 20 | Ilyas Khairekishev   |

### Norge
- Headcoach:  Erik Nordbrenden

| Pos. | Nr | Player                |
| ---- | -- | --------------------- |
| MV   | 1  | Christopher Smerkerud |
| B    | 2  | Anders Christensen    |
| B    | 4  | Petter Moen           |
| B    | 6  | Marius Austad         |
| B    | 7  | Jonas Grøterud        |
| MF   | 8  | Pål Hanssen           |
| MF   | 9  | Christer Lystad       |
| MF   | 1  | Christian Waaler      |
| MV   | 12 | Lars Johansson        |
| MF   | 13 | Lars Fredrik Olsen    |
| F    | 14 | Kjetil Johansen       |
| MF   | 15 | Magnus Høgevold       |
| F    | 16 | Jan Magnus Olaisen    |
| B    | 17 | Thomas Moen           |
| F    | 18 | Jan Fredrik Løland    |
| MV   | 20 | Stian Østvold         |
| F    | 24 | Kim André Karlsen     |

### Ryssland
- Headcoach:  Vladimir Janko

| Pos. | Nr | Player              |
| ---- | -- | ------------------- |
| MV   | 1  | Sergej Morozov      |
| MF   | 4  | Pavel Bulatov       |
| B    | 5  | Andrey Zolotarev    |
| MF   | 6  | Mikhail Sveshnikov  |
| F    | 7  | Sergej Lomanov Jr   |
| MF   | 8  | Alexander Tukavin   |
| F    | 9  | Sergej Obuhov       |
| MF   | 10 | Pavel Ryazantsev    |
| MF   | 11 | Dmitry Saveliev     |
| MF   | 12 | Aleksander Kim      |
| MF   | 14 | Denis Kriushenkov   |
| MF   | 17 | Yury Pogrebnoy      |
| MF   | 18 | Sergej Shaburov     |
| MF   | 20 | Ivan Maksimov       |
| MF   | 21 | Dmitri Starikov     |
| MF   | 24 | Yury Vikulin        |
| MV   | 30 | Kirill Khvalko      |
| F    | 88 | Jevgenij Ivanusjkin |

### Sverige
- Headcoach:  Anders Jakobsson

| Pos. | Nr | Player             |
| ---- | -- | ------------------ |
| MV   | 1  | Andreas Bergwall   |
| B    | 2  | Olov Englund       |
| B    | 3  | Per Hellmyrs       |
| B    | 5  | Andreas Westh      |
| MF   | 6  | Daniel Berlin      |
| B    | 8  | Marcus Bergwall    |
| MF   | 10 | Stefan Erixon      |
| MF   | 11 | Anders Östling     |
| B    | 14 | Daniel Välitalo    |
| F    | 15 | Joakim Hedqvist    |
| B    | 16 | Daniel Jonsson     |
| MF   | 17 | Daniel Mossberg    |
| F    | 18 | Jonas Edling       |
| F    | 19 | Patrik Nilsson     |
| MV   | 21 | Anders Svensson    |
| F    | 23 | Christoffer Edlund |
| F    | 91 | Johan Andersson    |

### Belarus
- Headcoach:  Nikolai Soloviov

| Pos. | Nr | Player             |
| ---- | -- | ------------------ |
| MV   | 1  | Dmitry Posheluk    |
| MF   | 2  | Vitaliy Isachenko  |
| MF   | 3  | Evgeniy Sviridov   |
| MF   | 4  | Michail Tarasenko  |
| MF   | 5  | Evgeniy Makarov    |
| MF   | 7  | Aleksey Minkovskiy |
| MF   | 8  | Artem Botvenkov    |
| MF   | 9  | Dmitriy Duben      |
| MF   | 10 | Vladimir Shulzenko |
| MF   | 11 | Sergey Cherneckiy  |
| MF   | 12 | Evgeni Chvalko     |
| MF   | 13 | Artiom Zibarev     |
| MF   | 14 | Yuriy Zenkov       |
| MF   | 15 | Vadim Bogdanovich  |
| MF   | 16 | Dmitriy Korobov    |
| MV   | 20 | Dmitry Sergeev     |
| MF   | 30 | Artsiom Sirotsin   |

## B-gruppen

### Estland
- Head coach:  Timo Aaltonen

| Pos. | Nr | Player              |
| ---- | -- | ------------------- |
| MV   | 0  | Aleksei Romanovski  |
| MF   | 0  | Aleksandr Smetanin  |
| MV   | 0  | Roman Potsinok      |
| MV   | 1  | Marek Leet          |
| F    | 3  | Vassili Titarenko   |
| MF   | 4  | Artjom Trefov       |
| MF   | 5  | Aleksandr Skljarov  |
| MF   | 6  | Deniss Brandis      |
| B    | 7  | Argo Servet         |
| MF   | 8  | Edgar Plindiskins   |
| MV   | 9  | Igor Selivanov      |
| MF   | 10 | Sergei Popov        |
| MF   | 10 | Pavel Safonov       |
| MF   | 11 | Ilja Kolesnikov     |
| F    | 12 | Maksim Semjonov     |
| MF   | 13 | Stanislav Pankov    |
| MF   | 15 | Deniss Kudrjavtsev  |
| F    | 20 | Simon Lilla         |
| B    | 21 | Andrei Griskun      |
| MF   | 25 | Filipp Svarõgin     |
| F    | 30 | Aleksandr Kuznetsov |

### Nederländerna
- Head coach:  Frank Peters

| Pos. | Nr | Player            |
| ---- | -- | ----------------- |
| MV   | 1  | Rick Bögels       |
| MF   | 2  | Rick de Grood     |
| B    | 3  | Lars Lieskamp     |
| MF   | 4  | Tonnie Jansen     |
| MF   | 6  | Stefan Geenen     |
| B    | 7  | Jordan Braam      |
| B    | 9  | Stephan den Brok  |
| F    | 11 | Mark Van Dinter   |
| B    | 12 | Sander Heinsbroek |
| F    | 13 | Johan Kuhnen      |
| MF   | 14 | Twan Hengst       |
| F    | 16 | Emanuel Hermens   |
| B    | 18 | Rens Bögels       |
| MV   | 21 | Maarten Jansen    |
| MF   | 24 | David Van Alst    |

### Kanada
- Head coach:  Göran Svensson

| Pos. | Nr | Player            |
| ---- | -- | ----------------- |
| MF   | 2  | Kevin Marchok     |
| MF   | 3  | Nick Mazurak      |
| MF   | 4  | Costa Cholakis    |
| MF   | 5  | Bernard Foley     |
| MF   | 6  | Dan Nowicki       |
| MF   | 7  | Scott Ellement    |
| MF   | 8  | Brett Gavrailoff  |
| MF   | 9  | Brandon Ellement  |
| MF   | 10 | Matt Lahaie       |
| MF   | 11 | Cameron Sheldon   |
| MF   | 12 | Neal Dawson       |
| MF   | 14 | Kyle Marchuk      |
| MF   | 15 | Jason Neufeld     |
| MF   | 16 | Steve Landreville |
| MF   | 17 | Dan Kuchma        |
| MF   | 18 | Brian Davis       |
| MF   | 35 | Scott Chalmers    |
| MF   | 66 | Mike Lintick      |

### Lettland
- Head coach:  Andreys Banada

| Pos. | Nr | Player                   |
| ---- | -- | ------------------------ |
| MF   | 0  | Edmunds Pivaruns         |
| MF   | 0  | Eduards Odinsh           |
| MF   | 1  | Uldis Eldmanis           |
| MF   | 2  | Dmitriys Shansovoys      |
| B    | 4  | Kalvis Olte              |
| MF   | 5  | Uldis Buchs              |
| MF   | 7  | Martins Vetsvagars       |
| MF   | 8  | Romans Glazkovs          |
| MF   | 9  | Vadims Adonevs           |
| MF   | 10 | Andreys Banada           |
| MF   | 12 | Aleksandrs Ratnieks      |
| MF   | 13 | Andreys Smirnovs         |
| MF   | 20 | Mihails Koturovs         |
| MF   | 33 | Eduards Odins            |
| MF   | 44 | Edzhus Karklinsh         |
| MF   | 55 | Konstantins Kudryavtsevs |
| MF   | 66 | Gatis Gayevskis          |
| MF   | 77 | Lauris Mihailovs         |

### Mongoliet
- Head coach:  Evgenii Petrovich

| Pos. | Nr | Player                     |
| ---- | -- | -------------------------- |
| MF   | 0  | Alexsandrovich Chernyaev   |
| MF   | 0  | Dulguun Batbold            |
| MF   | 0  | Baasandavaa Choijiljav     |
| MF   | 1  | Munkhbold Bayarsaikhan     |
| MF   | 2  | Gan-Ochir Tseveen          |
| F    | 3  | Boris Chernyaev            |
| F    | 4  | Odsaikhan Tsogtsaikhan     |
| MF   | 9  | Nyamdavaa Badarch          |
| MF   | 10 | Neguun Ganbat              |
| B    | 11 | Myagmardorj Tsogoo         |
| MF   | 12 | Munkhzaya Enkhtur          |
| MF   | 13 | Mingunkhyag Davaadorj      |
| MF   | 14 | Bayarsaikhan Jargalsaikhan |
| MF   | 15 | Tamir Bayasgalan           |
| MF   | 16 | Enkh-Amgalan Erdenejav     |
| MF   | 17 | Boldbayar Bayajikh         |
| MV   | 21 | Dashnyam Batsukh           |

### Ungern
- Head coach:  Kordisz András

| Pos. | Nr | Player               |
| ---- | -- | -------------------- |
| MV   | 1  | Krisztián Marosi     |
| MV   | 2  | Tibor Botlik         |
| F    | 3  | Péter Nagy           |
| B    | 5  | Gábor Nagy           |
| MF   | 6  | Attila Ádámfi        |
| B    | 7  | Daniel Árvai         |
| MF   | 8  | Miklós Keszthelyi    |
| MF   | 9  | Barna Szucs          |
| B    | 10 | Péter Takács         |
| MF   | 11 | Tamás Mezócsáti      |
| MF   | 12 | Robert Piros         |
| MF   | 13 | Zoltan Geyer         |
| MF   | 15 | Péter Bokor          |
| B    | 16 | Szabolcs Torday Nagy |
| MF   | 17 | Norbert Fekecs       |
| MF   | 18 | András Kordisz       |
| MF   | 19 | Alexej Homenko       |

### USA
- Head coach:

Chris Halden och Chris Middlebrook
| Pos. | Nr | Player           |
| ---- | -- | ---------------- |
| MV   | 1  | Bill Kron        |
| B    | 2  | John Arundel     |
| F    | 3  | Jon Keseley      |
| MF   | 4  | Dave Moline      |
| MF   | 6  | Nick Hauer       |
| B    | 8  | Rick Haney       |
| MF   | 9  | Steve Nelson     |
| MF   | 10 | Daren Richardson |
| MF   | 13 | Jasper Felder    |
| B    | 14 | Scott Arundel    |
| MF   | 15 | Chris Halden     |
| MF   | 17 | Michael Hosfield |
| MF   | 18 | Mikael Sandberg  |
| F    | 19 | Brent Palmer     |
| B    | 20 | Dave Plaunt      |
| MF   | 22 | Chris Preiss     |
| MV   | 31 | Ben Levy         |